# Hrvatska udruga komunikacijskih agencija
Hrvatska udruga komunikacijskih agencija (HUKA) interesna je udruga hrvatskih komunikacijskih agencija (agencija odnosa s javnošću) s ciljem razvoja i standardizacije hrvatskog tržišta komunikacijskih agencija i definiranja, promicanja, unapređenja i nadogradnje standarda struke u Hrvatskoj. Osnovana je 2010., a sjedište je u Zagrebu. HUKA također namjerava provoditi certificiranje svojih članica. Predsjednik udruge je Mario Aunedi Medek.

## Članice udruge
Članovi HUKA-e su pravne osobe, komunikacijske i tvrtke za odnose s javnošću, što je čini komplementarnom s Hrvatskom udrugom za odnose s javnošću (HUOJ) koja okuplja pojedince koji se bave poslovima u odnosima s javnošću.

HUKA okuplja 13 vodećih hrvatskih agencija odnosa s javnošću:
1. Abrakadabra integrirane komunikacije
2. Hauska&Partner
3. Integralni marketing i komunikacije
4. Manjgura
5. Media Val
6. Millenium promocija
7. Premisa
8. Publico
9. Spona komunikacije
10. Unex Communications
11. Indigo komunikacije
12. Preclarus
13. Briefing komunikacije

## Vodstvo
Tijela udruge su Upravni odbor, Nadzorni odbor i Sud časti.

Upravni odbor čine tri člana: Mario Aunedi Medek (Media Val), Davor Huić (Briefing komunikacije) i Martina Prenkaj (IM&C). Članovi Nadzornog odbora je Drenislav Žekić i(Preclarus komunikacije), Nataša Cesarec Salopek (IM&C) i Mario Petrović (Millenium promocija.)

## Članica u međunarodnim udrugama
HUKA je članica Međunarodne udruge komunikacijskih agencija (engl. International Communications Consultancy Organisation - ICCO).

## Poveznice
- Odnosi s javnošću
- Korporativna komunikacija
- Hrvatska udruga za odnose s javnošću

## Vanjske poveznice
- http://huka-cacc.hr  Arhivirana inačica izvorne stranice od 8. kolovoza 2014. (Wayback Machine) - službene stranice HUKA-e
- http://www.iccopr.com/default.aspx  Arhivirana inačica izvorne stranice od 15. kolovoza 2014. (Wayback Machine) - stranice Međunarodne udruge komunikacijskih agencija